# Challenge Cup de Voleibol Feminino
Challenge Cup de Voleibol Feminino (em Portugal, Taça Challenge de Voleibol Feminino) é uma competição oficial de clubes de voleibol feminino  da Europa que ocorre anualmente e é organizada pela CEV. É a terceira competição mais importante em nível de clubes da Europa.
Foi disputada inicialmente sob o nome Copa CEV, cuja primeira edição ocorreu na temporada 1980–81. A nomenclatura foi mantida até a jornada 2006–07, sendo que a partir da temporada seguinte recebeu a denominação atual. O campeão do torneio pode conquistar o direito de participar da Copa CEV.

## Resultados

### Títulos por clube
| Equipe                     | Campeão | Vice-campeão | Terceiro lugar |
| -------------------------- | ------- | ------------ | -------------- |
| Pallavolo Reggio Emilia    | 3       | 2            | 0              |
| USC Münster                | 3       | 1            | 0              |
| Volley Modena              | 2       | 2            | 0              |
| Sirio Perugia              | 2       | 0            | 2              |
| Bursa BBSK                 | 2       | 0            | 1              |
| Gierre Roma                | 2       | 0            | 0              |
| Pallavolo Femminile Matera | 2       | 0            | 0              |
| Joy Vicenza Volley         | 1       | 2            | 0              |
| Giannino Pieralisi Jesi    | 1       | 1            | 1              |
| SV Lohhof                  | 1       | 1            | 0              |
| CJD Feuerbach              | 1       | 1            | 0              |
| Amatori Bari               | 1       | 1            | 0              |
| Orbita Zaporizhzhya        | 1       | 1            | 0              |
| Virtus Reggio Calabria     | 1       | 1            | 0              |
| Volley Bergamo             | 1       | 1            | 0              |
| Lokomotiv Bakı VK          | 1       | 1            | 0              |
| Zaretche Odintsovo         | 1       | 1            | 0              |
| Olympiacos Pireu           | 1       | 1            | 0              |
| VakıfBank SK               | 1       | 0            | 3              |
| Dresdner SC                | 1       | 0            | 1              |
| Robursport Pesaro          | 1       | 0            | 0              |
| TG Viktoria Augsburgo      | 1       | 0            | 0              |
| Brogliaccio Ancona         | 1       | 0            | 0              |
| Pallavolo Sumirago         | 1       | 0            | 0              |
| Centro Ester Pallavolo     | 1       | 0            | 0              |
| AGIL Novara                | 1       | 0            | 0              |
| Azərreyl VK                | 1       | 0            | 0              |
| Dínamo Krasnodar           | 1       | 0            | 0              |
| CSM Bucureşti              | 1       | 0            | 0              |
| Saugella Team Monza        | 1       | 0            | 0              |
| Chieri                     | 1       | 0            | 0              |

### Títulos por país
| País            | Campeão | Vice-campeão | Terceiro lugar |   |
| --------------- | ------- | ------------ | -------------- | - |
| Itália          | 24      | 18           | 4              | 2 |
| Alemanha        | 7       | 3            | 3              | 4 |
| Turquia         | 4       | 5            | 5              | 2 |
| Rússia          | 2       | 3            | 5              | 3 |
| Azerbaijão      | 2       | 2            | 1              | 0 |
| Ucrânia         | 1       | 2            | 2              | 1 |
| Grécia          | 1       | 2            | 0              | 0 |
| Roménia         | 1       | 0            | 1              | 1 |
| União Soviética | 1       | 0            | 0              | 0 |
| Espanha         | 0       | 1            | 2              | 4 |
| Bélgica         | 0       | 1            | 2              | 2 |
| Tchecoslováquia | 0       | 1            | 0              | 0 |
| França          | 0       | 0            | 3              | 2 |
| Polónia         | 0       | 0            | 1              | 2 |
| Finlândia       | 0       | 0            | 0              | 1 |
| Hungria         | 0       | 0            | 0              | 1 |
| Eslováquia      | 0       | 0            | 0              | 1 |
| Eslovênia       | 0       | 0            | 1              | 0 |